# Bergenfield
Bergenfield es un borough ubicado en el condado de Bergen en el estado estadounidense de Nueva Jersey. En el año 2000 tenía una población de 26.247 habitantes y una densidad poblacional de 3,494.5 personas por km².

## Geografía
Bergenfield se encuentra ubicado en las coordenadas 40°55′25″N 73°59′56″O / 40.92361, -73.99889.

## Demografía
Según la Oficina del Censo en 2000 los ingresos medios por hogar en la localidad eran de $62,172 y los ingresos medios por familia eran $71,187. Los hombres tenían unos ingresos medios de $42,074 frente a los $35,137 para las mujeres. La renta per cápita para la localidad era de $24,706. Alrededor del 3.5% de la población estaba por debajo del umbral de pobreza.